# Reprezentacja Indii w piłce wodnej kobiet
Reprezentacja Indii w piłce wodnej kobiet – zespół, biorący udział w imieniu Indii w meczach i sportowych imprezach międzynarodowych w piłce wodnej, powoływany przez selekcjonera, w którym mogą występować wyłącznie zawodnicy posiadający obywatelstwo indyjskie. Za jej funkcjonowanie odpowiedzialny jest Indyjski Związek Pływacki (SFI), który jest członkiem Międzynarodowej Federacji Pływackiej.